# 제이크 리버모어
제이크 시릴 리버모어(Jake Cyril Livermore, 1989년 11월 14일 ~ )는 잉글랜드의 축구 선수이다. 현재 왓퍼드 소속으로 포지션은 중앙 미드필더이다.

## 클럽경력

### 토트넘 홋스퍼
그리고 밀턴케인스, 크루 알렉산드라, 더비 카운티, 피터버러 유나이티드, 입스위치 타운, 리즈 유나이티드, 헐 시티로 임대 생활을 보냈는데, 헐 시티에서 나쁘지 않은 모습을 보였고, 헐 시티에서 완전 영입했다. 이후 웨스트브로미치 앨비언으로 이적했고 8번을 배정받았다. 계약 만료 후 왓퍼드에 입단하였다.